# Atac Fegatello
L'atac Fegatello, (de l'italià "mort com un tros de fetge"), o atac Fried Liver (de l'anglès "fetge fregit"), és una obertura d'escacs. Es tracta d'una variant de la defensa dels dos cavalls, en la qual les blanques sacrifiquen un cavall a canvi d'un superficialment impressionant atac sobre el rei negre. L'obertura comença amb els següents moviments:
1.e4 e5
2.Cf3 Cc6
3.Ac4 Cf6
4.Cg5 d5
5.exd5 Cd5
Això és la defensa dels dos cavalls, en què les blanques han triat la línia agressiva 4.Cg5, i les negres han contestat amb un moviment arriscat (d'altres alternatives per les negres són 5...Ca5, 5... Ag4, 5...b5, i 5...Cd4). Les blanques poden en aquest moment obtenir avantatge amb 6.d4 (l'atac Lolli). De tota manera, l'atac Fegatello implica un sacrifici molt més espectacular a f7, definit pels moviments:
6.Cxf7 Rxf7
El Fegatello ha estat conegut durant molts segles; la primera partida coneguda on es jugà fou a Roma, el 1610.
L'obertura es classifica sota el codi C57 a l'Encyclopaedia of Chess Openings (ECO).
|  |

## Consideracions
|   | a | b | c | d | e | f | g | h |   |
| 8 | a8 negres torre · c8 negres alfil · d8 negres dama · f8 negres alfil · h8 negres torre · a7 negres peó · b7 negres peó · c7 negres peó · g7 negres peó · h7 negres peó · c6 negres cavall · e6 negres rei · d5 negres cavall · e5 negres peó · c4 blanques alfil · c3 blanques cavall · f3 blanques dama · a2 blanques peó · b2 blanques peó · c2 blanques peó · d2 blanques peó · f2 blanques peó · g2 blanques peó · h2 blanques peó · a1 blanques torre · c1 blanques alfil · e1 blanques rei · h1 blanques torre | a8 negres torre · c8 negres alfil · d8 negres dama · f8 negres alfil · h8 negres torre · a7 negres peó · b7 negres peó · c7 negres peó · g7 negres peó · h7 negres peó · c6 negres cavall · e6 negres rei · d5 negres cavall · e5 negres peó · c4 blanques alfil · c3 blanques cavall · f3 blanques dama · a2 blanques peó · b2 blanques peó · c2 blanques peó · d2 blanques peó · f2 blanques peó · g2 blanques peó · h2 blanques peó · a1 blanques torre · c1 blanques alfil · e1 blanques rei · h1 blanques torre | a8 negres torre · c8 negres alfil · d8 negres dama · f8 negres alfil · h8 negres torre · a7 negres peó · b7 negres peó · c7 negres peó · g7 negres peó · h7 negres peó · c6 negres cavall · e6 negres rei · d5 negres cavall · e5 negres peó · c4 blanques alfil · c3 blanques cavall · f3 blanques dama · a2 blanques peó · b2 blanques peó · c2 blanques peó · d2 blanques peó · f2 blanques peó · g2 blanques peó · h2 blanques peó · a1 blanques torre · c1 blanques alfil · e1 blanques rei · h1 blanques torre | a8 negres torre · c8 negres alfil · d8 negres dama · f8 negres alfil · h8 negres torre · a7 negres peó · b7 negres peó · c7 negres peó · g7 negres peó · h7 negres peó · c6 negres cavall · e6 negres rei · d5 negres cavall · e5 negres peó · c4 blanques alfil · c3 blanques cavall · f3 blanques dama · a2 blanques peó · b2 blanques peó · c2 blanques peó · d2 blanques peó · f2 blanques peó · g2 blanques peó · h2 blanques peó · a1 blanques torre · c1 blanques alfil · e1 blanques rei · h1 blanques torre | a8 negres torre · c8 negres alfil · d8 negres dama · f8 negres alfil · h8 negres torre · a7 negres peó · b7 negres peó · c7 negres peó · g7 negres peó · h7 negres peó · c6 negres cavall · e6 negres rei · d5 negres cavall · e5 negres peó · c4 blanques alfil · c3 blanques cavall · f3 blanques dama · a2 blanques peó · b2 blanques peó · c2 blanques peó · d2 blanques peó · f2 blanques peó · g2 blanques peó · h2 blanques peó · a1 blanques torre · c1 blanques alfil · e1 blanques rei · h1 blanques torre | a8 negres torre · c8 negres alfil · d8 negres dama · f8 negres alfil · h8 negres torre · a7 negres peó · b7 negres peó · c7 negres peó · g7 negres peó · h7 negres peó · c6 negres cavall · e6 negres rei · d5 negres cavall · e5 negres peó · c4 blanques alfil · c3 blanques cavall · f3 blanques dama · a2 blanques peó · b2 blanques peó · c2 blanques peó · d2 blanques peó · f2 blanques peó · g2 blanques peó · h2 blanques peó · a1 blanques torre · c1 blanques alfil · e1 blanques rei · h1 blanques torre | a8 negres torre · c8 negres alfil · d8 negres dama · f8 negres alfil · h8 negres torre · a7 negres peó · b7 negres peó · c7 negres peó · g7 negres peó · h7 negres peó · c6 negres cavall · e6 negres rei · d5 negres cavall · e5 negres peó · c4 blanques alfil · c3 blanques cavall · f3 blanques dama · a2 blanques peó · b2 blanques peó · c2 blanques peó · d2 blanques peó · f2 blanques peó · g2 blanques peó · h2 blanques peó · a1 blanques torre · c1 blanques alfil · e1 blanques rei · h1 blanques torre | a8 negres torre · c8 negres alfil · d8 negres dama · f8 negres alfil · h8 negres torre · a7 negres peó · b7 negres peó · c7 negres peó · g7 negres peó · h7 negres peó · c6 negres cavall · e6 negres rei · d5 negres cavall · e5 negres peó · c4 blanques alfil · c3 blanques cavall · f3 blanques dama · a2 blanques peó · b2 blanques peó · c2 blanques peó · d2 blanques peó · f2 blanques peó · g2 blanques peó · h2 blanques peó · a1 blanques torre · c1 blanques alfil · e1 blanques rei · h1 blanques torre | 8 |
| 7 | a8 negres torre · c8 negres alfil · d8 negres dama · f8 negres alfil · h8 negres torre · a7 negres peó · b7 negres peó · c7 negres peó · g7 negres peó · h7 negres peó · c6 negres cavall · e6 negres rei · d5 negres cavall · e5 negres peó · c4 blanques alfil · c3 blanques cavall · f3 blanques dama · a2 blanques peó · b2 blanques peó · c2 blanques peó · d2 blanques peó · f2 blanques peó · g2 blanques peó · h2 blanques peó · a1 blanques torre · c1 blanques alfil · e1 blanques rei · h1 blanques torre | a8 negres torre · c8 negres alfil · d8 negres dama · f8 negres alfil · h8 negres torre · a7 negres peó · b7 negres peó · c7 negres peó · g7 negres peó · h7 negres peó · c6 negres cavall · e6 negres rei · d5 negres cavall · e5 negres peó · c4 blanques alfil · c3 blanques cavall · f3 blanques dama · a2 blanques peó · b2 blanques peó · c2 blanques peó · d2 blanques peó · f2 blanques peó · g2 blanques peó · h2 blanques peó · a1 blanques torre · c1 blanques alfil · e1 blanques rei · h1 blanques torre | a8 negres torre · c8 negres alfil · d8 negres dama · f8 negres alfil · h8 negres torre · a7 negres peó · b7 negres peó · c7 negres peó · g7 negres peó · h7 negres peó · c6 negres cavall · e6 negres rei · d5 negres cavall · e5 negres peó · c4 blanques alfil · c3 blanques cavall · f3 blanques dama · a2 blanques peó · b2 blanques peó · c2 blanques peó · d2 blanques peó · f2 blanques peó · g2 blanques peó · h2 blanques peó · a1 blanques torre · c1 blanques alfil · e1 blanques rei · h1 blanques torre | a8 negres torre · c8 negres alfil · d8 negres dama · f8 negres alfil · h8 negres torre · a7 negres peó · b7 negres peó · c7 negres peó · g7 negres peó · h7 negres peó · c6 negres cavall · e6 negres rei · d5 negres cavall · e5 negres peó · c4 blanques alfil · c3 blanques cavall · f3 blanques dama · a2 blanques peó · b2 blanques peó · c2 blanques peó · d2 blanques peó · f2 blanques peó · g2 blanques peó · h2 blanques peó · a1 blanques torre · c1 blanques alfil · e1 blanques rei · h1 blanques torre | a8 negres torre · c8 negres alfil · d8 negres dama · f8 negres alfil · h8 negres torre · a7 negres peó · b7 negres peó · c7 negres peó · g7 negres peó · h7 negres peó · c6 negres cavall · e6 negres rei · d5 negres cavall · e5 negres peó · c4 blanques alfil · c3 blanques cavall · f3 blanques dama · a2 blanques peó · b2 blanques peó · c2 blanques peó · d2 blanques peó · f2 blanques peó · g2 blanques peó · h2 blanques peó · a1 blanques torre · c1 blanques alfil · e1 blanques rei · h1 blanques torre | a8 negres torre · c8 negres alfil · d8 negres dama · f8 negres alfil · h8 negres torre · a7 negres peó · b7 negres peó · c7 negres peó · g7 negres peó · h7 negres peó · c6 negres cavall · e6 negres rei · d5 negres cavall · e5 negres peó · c4 blanques alfil · c3 blanques cavall · f3 blanques dama · a2 blanques peó · b2 blanques peó · c2 blanques peó · d2 blanques peó · f2 blanques peó · g2 blanques peó · h2 blanques peó · a1 blanques torre · c1 blanques alfil · e1 blanques rei · h1 blanques torre | a8 negres torre · c8 negres alfil · d8 negres dama · f8 negres alfil · h8 negres torre · a7 negres peó · b7 negres peó · c7 negres peó · g7 negres peó · h7 negres peó · c6 negres cavall · e6 negres rei · d5 negres cavall · e5 negres peó · c4 blanques alfil · c3 blanques cavall · f3 blanques dama · a2 blanques peó · b2 blanques peó · c2 blanques peó · d2 blanques peó · f2 blanques peó · g2 blanques peó · h2 blanques peó · a1 blanques torre · c1 blanques alfil · e1 blanques rei · h1 blanques torre | a8 negres torre · c8 negres alfil · d8 negres dama · f8 negres alfil · h8 negres torre · a7 negres peó · b7 negres peó · c7 negres peó · g7 negres peó · h7 negres peó · c6 negres cavall · e6 negres rei · d5 negres cavall · e5 negres peó · c4 blanques alfil · c3 blanques cavall · f3 blanques dama · a2 blanques peó · b2 blanques peó · c2 blanques peó · d2 blanques peó · f2 blanques peó · g2 blanques peó · h2 blanques peó · a1 blanques torre · c1 blanques alfil · e1 blanques rei · h1 blanques torre | 7 |
| 6 | a8 negres torre · c8 negres alfil · d8 negres dama · f8 negres alfil · h8 negres torre · a7 negres peó · b7 negres peó · c7 negres peó · g7 negres peó · h7 negres peó · c6 negres cavall · e6 negres rei · d5 negres cavall · e5 negres peó · c4 blanques alfil · c3 blanques cavall · f3 blanques dama · a2 blanques peó · b2 blanques peó · c2 blanques peó · d2 blanques peó · f2 blanques peó · g2 blanques peó · h2 blanques peó · a1 blanques torre · c1 blanques alfil · e1 blanques rei · h1 blanques torre | a8 negres torre · c8 negres alfil · d8 negres dama · f8 negres alfil · h8 negres torre · a7 negres peó · b7 negres peó · c7 negres peó · g7 negres peó · h7 negres peó · c6 negres cavall · e6 negres rei · d5 negres cavall · e5 negres peó · c4 blanques alfil · c3 blanques cavall · f3 blanques dama · a2 blanques peó · b2 blanques peó · c2 blanques peó · d2 blanques peó · f2 blanques peó · g2 blanques peó · h2 blanques peó · a1 blanques torre · c1 blanques alfil · e1 blanques rei · h1 blanques torre | a8 negres torre · c8 negres alfil · d8 negres dama · f8 negres alfil · h8 negres torre · a7 negres peó · b7 negres peó · c7 negres peó · g7 negres peó · h7 negres peó · c6 negres cavall · e6 negres rei · d5 negres cavall · e5 negres peó · c4 blanques alfil · c3 blanques cavall · f3 blanques dama · a2 blanques peó · b2 blanques peó · c2 blanques peó · d2 blanques peó · f2 blanques peó · g2 blanques peó · h2 blanques peó · a1 blanques torre · c1 blanques alfil · e1 blanques rei · h1 blanques torre | a8 negres torre · c8 negres alfil · d8 negres dama · f8 negres alfil · h8 negres torre · a7 negres peó · b7 negres peó · c7 negres peó · g7 negres peó · h7 negres peó · c6 negres cavall · e6 negres rei · d5 negres cavall · e5 negres peó · c4 blanques alfil · c3 blanques cavall · f3 blanques dama · a2 blanques peó · b2 blanques peó · c2 blanques peó · d2 blanques peó · f2 blanques peó · g2 blanques peó · h2 blanques peó · a1 blanques torre · c1 blanques alfil · e1 blanques rei · h1 blanques torre | a8 negres torre · c8 negres alfil · d8 negres dama · f8 negres alfil · h8 negres torre · a7 negres peó · b7 negres peó · c7 negres peó · g7 negres peó · h7 negres peó · c6 negres cavall · e6 negres rei · d5 negres cavall · e5 negres peó · c4 blanques alfil · c3 blanques cavall · f3 blanques dama · a2 blanques peó · b2 blanques peó · c2 blanques peó · d2 blanques peó · f2 blanques peó · g2 blanques peó · h2 blanques peó · a1 blanques torre · c1 blanques alfil · e1 blanques rei · h1 blanques torre | a8 negres torre · c8 negres alfil · d8 negres dama · f8 negres alfil · h8 negres torre · a7 negres peó · b7 negres peó · c7 negres peó · g7 negres peó · h7 negres peó · c6 negres cavall · e6 negres rei · d5 negres cavall · e5 negres peó · c4 blanques alfil · c3 blanques cavall · f3 blanques dama · a2 blanques peó · b2 blanques peó · c2 blanques peó · d2 blanques peó · f2 blanques peó · g2 blanques peó · h2 blanques peó · a1 blanques torre · c1 blanques alfil · e1 blanques rei · h1 blanques torre | a8 negres torre · c8 negres alfil · d8 negres dama · f8 negres alfil · h8 negres torre · a7 negres peó · b7 negres peó · c7 negres peó · g7 negres peó · h7 negres peó · c6 negres cavall · e6 negres rei · d5 negres cavall · e5 negres peó · c4 blanques alfil · c3 blanques cavall · f3 blanques dama · a2 blanques peó · b2 blanques peó · c2 blanques peó · d2 blanques peó · f2 blanques peó · g2 blanques peó · h2 blanques peó · a1 blanques torre · c1 blanques alfil · e1 blanques rei · h1 blanques torre | a8 negres torre · c8 negres alfil · d8 negres dama · f8 negres alfil · h8 negres torre · a7 negres peó · b7 negres peó · c7 negres peó · g7 negres peó · h7 negres peó · c6 negres cavall · e6 negres rei · d5 negres cavall · e5 negres peó · c4 blanques alfil · c3 blanques cavall · f3 blanques dama · a2 blanques peó · b2 blanques peó · c2 blanques peó · d2 blanques peó · f2 blanques peó · g2 blanques peó · h2 blanques peó · a1 blanques torre · c1 blanques alfil · e1 blanques rei · h1 blanques torre | 6 |
| 5 | a8 negres torre · c8 negres alfil · d8 negres dama · f8 negres alfil · h8 negres torre · a7 negres peó · b7 negres peó · c7 negres peó · g7 negres peó · h7 negres peó · c6 negres cavall · e6 negres rei · d5 negres cavall · e5 negres peó · c4 blanques alfil · c3 blanques cavall · f3 blanques dama · a2 blanques peó · b2 blanques peó · c2 blanques peó · d2 blanques peó · f2 blanques peó · g2 blanques peó · h2 blanques peó · a1 blanques torre · c1 blanques alfil · e1 blanques rei · h1 blanques torre | a8 negres torre · c8 negres alfil · d8 negres dama · f8 negres alfil · h8 negres torre · a7 negres peó · b7 negres peó · c7 negres peó · g7 negres peó · h7 negres peó · c6 negres cavall · e6 negres rei · d5 negres cavall · e5 negres peó · c4 blanques alfil · c3 blanques cavall · f3 blanques dama · a2 blanques peó · b2 blanques peó · c2 blanques peó · d2 blanques peó · f2 blanques peó · g2 blanques peó · h2 blanques peó · a1 blanques torre · c1 blanques alfil · e1 blanques rei · h1 blanques torre | a8 negres torre · c8 negres alfil · d8 negres dama · f8 negres alfil · h8 negres torre · a7 negres peó · b7 negres peó · c7 negres peó · g7 negres peó · h7 negres peó · c6 negres cavall · e6 negres rei · d5 negres cavall · e5 negres peó · c4 blanques alfil · c3 blanques cavall · f3 blanques dama · a2 blanques peó · b2 blanques peó · c2 blanques peó · d2 blanques peó · f2 blanques peó · g2 blanques peó · h2 blanques peó · a1 blanques torre · c1 blanques alfil · e1 blanques rei · h1 blanques torre | a8 negres torre · c8 negres alfil · d8 negres dama · f8 negres alfil · h8 negres torre · a7 negres peó · b7 negres peó · c7 negres peó · g7 negres peó · h7 negres peó · c6 negres cavall · e6 negres rei · d5 negres cavall · e5 negres peó · c4 blanques alfil · c3 blanques cavall · f3 blanques dama · a2 blanques peó · b2 blanques peó · c2 blanques peó · d2 blanques peó · f2 blanques peó · g2 blanques peó · h2 blanques peó · a1 blanques torre · c1 blanques alfil · e1 blanques rei · h1 blanques torre | a8 negres torre · c8 negres alfil · d8 negres dama · f8 negres alfil · h8 negres torre · a7 negres peó · b7 negres peó · c7 negres peó · g7 negres peó · h7 negres peó · c6 negres cavall · e6 negres rei · d5 negres cavall · e5 negres peó · c4 blanques alfil · c3 blanques cavall · f3 blanques dama · a2 blanques peó · b2 blanques peó · c2 blanques peó · d2 blanques peó · f2 blanques peó · g2 blanques peó · h2 blanques peó · a1 blanques torre · c1 blanques alfil · e1 blanques rei · h1 blanques torre | a8 negres torre · c8 negres alfil · d8 negres dama · f8 negres alfil · h8 negres torre · a7 negres peó · b7 negres peó · c7 negres peó · g7 negres peó · h7 negres peó · c6 negres cavall · e6 negres rei · d5 negres cavall · e5 negres peó · c4 blanques alfil · c3 blanques cavall · f3 blanques dama · a2 blanques peó · b2 blanques peó · c2 blanques peó · d2 blanques peó · f2 blanques peó · g2 blanques peó · h2 blanques peó · a1 blanques torre · c1 blanques alfil · e1 blanques rei · h1 blanques torre | a8 negres torre · c8 negres alfil · d8 negres dama · f8 negres alfil · h8 negres torre · a7 negres peó · b7 negres peó · c7 negres peó · g7 negres peó · h7 negres peó · c6 negres cavall · e6 negres rei · d5 negres cavall · e5 negres peó · c4 blanques alfil · c3 blanques cavall · f3 blanques dama · a2 blanques peó · b2 blanques peó · c2 blanques peó · d2 blanques peó · f2 blanques peó · g2 blanques peó · h2 blanques peó · a1 blanques torre · c1 blanques alfil · e1 blanques rei · h1 blanques torre | a8 negres torre · c8 negres alfil · d8 negres dama · f8 negres alfil · h8 negres torre · a7 negres peó · b7 negres peó · c7 negres peó · g7 negres peó · h7 negres peó · c6 negres cavall · e6 negres rei · d5 negres cavall · e5 negres peó · c4 blanques alfil · c3 blanques cavall · f3 blanques dama · a2 blanques peó · b2 blanques peó · c2 blanques peó · d2 blanques peó · f2 blanques peó · g2 blanques peó · h2 blanques peó · a1 blanques torre · c1 blanques alfil · e1 blanques rei · h1 blanques torre | 5 |
| 4 | a8 negres torre · c8 negres alfil · d8 negres dama · f8 negres alfil · h8 negres torre · a7 negres peó · b7 negres peó · c7 negres peó · g7 negres peó · h7 negres peó · c6 negres cavall · e6 negres rei · d5 negres cavall · e5 negres peó · c4 blanques alfil · c3 blanques cavall · f3 blanques dama · a2 blanques peó · b2 blanques peó · c2 blanques peó · d2 blanques peó · f2 blanques peó · g2 blanques peó · h2 blanques peó · a1 blanques torre · c1 blanques alfil · e1 blanques rei · h1 blanques torre | a8 negres torre · c8 negres alfil · d8 negres dama · f8 negres alfil · h8 negres torre · a7 negres peó · b7 negres peó · c7 negres peó · g7 negres peó · h7 negres peó · c6 negres cavall · e6 negres rei · d5 negres cavall · e5 negres peó · c4 blanques alfil · c3 blanques cavall · f3 blanques dama · a2 blanques peó · b2 blanques peó · c2 blanques peó · d2 blanques peó · f2 blanques peó · g2 blanques peó · h2 blanques peó · a1 blanques torre · c1 blanques alfil · e1 blanques rei · h1 blanques torre | a8 negres torre · c8 negres alfil · d8 negres dama · f8 negres alfil · h8 negres torre · a7 negres peó · b7 negres peó · c7 negres peó · g7 negres peó · h7 negres peó · c6 negres cavall · e6 negres rei · d5 negres cavall · e5 negres peó · c4 blanques alfil · c3 blanques cavall · f3 blanques dama · a2 blanques peó · b2 blanques peó · c2 blanques peó · d2 blanques peó · f2 blanques peó · g2 blanques peó · h2 blanques peó · a1 blanques torre · c1 blanques alfil · e1 blanques rei · h1 blanques torre | a8 negres torre · c8 negres alfil · d8 negres dama · f8 negres alfil · h8 negres torre · a7 negres peó · b7 negres peó · c7 negres peó · g7 negres peó · h7 negres peó · c6 negres cavall · e6 negres rei · d5 negres cavall · e5 negres peó · c4 blanques alfil · c3 blanques cavall · f3 blanques dama · a2 blanques peó · b2 blanques peó · c2 blanques peó · d2 blanques peó · f2 blanques peó · g2 blanques peó · h2 blanques peó · a1 blanques torre · c1 blanques alfil · e1 blanques rei · h1 blanques torre | a8 negres torre · c8 negres alfil · d8 negres dama · f8 negres alfil · h8 negres torre · a7 negres peó · b7 negres peó · c7 negres peó · g7 negres peó · h7 negres peó · c6 negres cavall · e6 negres rei · d5 negres cavall · e5 negres peó · c4 blanques alfil · c3 blanques cavall · f3 blanques dama · a2 blanques peó · b2 blanques peó · c2 blanques peó · d2 blanques peó · f2 blanques peó · g2 blanques peó · h2 blanques peó · a1 blanques torre · c1 blanques alfil · e1 blanques rei · h1 blanques torre | a8 negres torre · c8 negres alfil · d8 negres dama · f8 negres alfil · h8 negres torre · a7 negres peó · b7 negres peó · c7 negres peó · g7 negres peó · h7 negres peó · c6 negres cavall · e6 negres rei · d5 negres cavall · e5 negres peó · c4 blanques alfil · c3 blanques cavall · f3 blanques dama · a2 blanques peó · b2 blanques peó · c2 blanques peó · d2 blanques peó · f2 blanques peó · g2 blanques peó · h2 blanques peó · a1 blanques torre · c1 blanques alfil · e1 blanques rei · h1 blanques torre | a8 negres torre · c8 negres alfil · d8 negres dama · f8 negres alfil · h8 negres torre · a7 negres peó · b7 negres peó · c7 negres peó · g7 negres peó · h7 negres peó · c6 negres cavall · e6 negres rei · d5 negres cavall · e5 negres peó · c4 blanques alfil · c3 blanques cavall · f3 blanques dama · a2 blanques peó · b2 blanques peó · c2 blanques peó · d2 blanques peó · f2 blanques peó · g2 blanques peó · h2 blanques peó · a1 blanques torre · c1 blanques alfil · e1 blanques rei · h1 blanques torre | a8 negres torre · c8 negres alfil · d8 negres dama · f8 negres alfil · h8 negres torre · a7 negres peó · b7 negres peó · c7 negres peó · g7 negres peó · h7 negres peó · c6 negres cavall · e6 negres rei · d5 negres cavall · e5 negres peó · c4 blanques alfil · c3 blanques cavall · f3 blanques dama · a2 blanques peó · b2 blanques peó · c2 blanques peó · d2 blanques peó · f2 blanques peó · g2 blanques peó · h2 blanques peó · a1 blanques torre · c1 blanques alfil · e1 blanques rei · h1 blanques torre | 4 |
| 3 | a8 negres torre · c8 negres alfil · d8 negres dama · f8 negres alfil · h8 negres torre · a7 negres peó · b7 negres peó · c7 negres peó · g7 negres peó · h7 negres peó · c6 negres cavall · e6 negres rei · d5 negres cavall · e5 negres peó · c4 blanques alfil · c3 blanques cavall · f3 blanques dama · a2 blanques peó · b2 blanques peó · c2 blanques peó · d2 blanques peó · f2 blanques peó · g2 blanques peó · h2 blanques peó · a1 blanques torre · c1 blanques alfil · e1 blanques rei · h1 blanques torre | a8 negres torre · c8 negres alfil · d8 negres dama · f8 negres alfil · h8 negres torre · a7 negres peó · b7 negres peó · c7 negres peó · g7 negres peó · h7 negres peó · c6 negres cavall · e6 negres rei · d5 negres cavall · e5 negres peó · c4 blanques alfil · c3 blanques cavall · f3 blanques dama · a2 blanques peó · b2 blanques peó · c2 blanques peó · d2 blanques peó · f2 blanques peó · g2 blanques peó · h2 blanques peó · a1 blanques torre · c1 blanques alfil · e1 blanques rei · h1 blanques torre | a8 negres torre · c8 negres alfil · d8 negres dama · f8 negres alfil · h8 negres torre · a7 negres peó · b7 negres peó · c7 negres peó · g7 negres peó · h7 negres peó · c6 negres cavall · e6 negres rei · d5 negres cavall · e5 negres peó · c4 blanques alfil · c3 blanques cavall · f3 blanques dama · a2 blanques peó · b2 blanques peó · c2 blanques peó · d2 blanques peó · f2 blanques peó · g2 blanques peó · h2 blanques peó · a1 blanques torre · c1 blanques alfil · e1 blanques rei · h1 blanques torre | a8 negres torre · c8 negres alfil · d8 negres dama · f8 negres alfil · h8 negres torre · a7 negres peó · b7 negres peó · c7 negres peó · g7 negres peó · h7 negres peó · c6 negres cavall · e6 negres rei · d5 negres cavall · e5 negres peó · c4 blanques alfil · c3 blanques cavall · f3 blanques dama · a2 blanques peó · b2 blanques peó · c2 blanques peó · d2 blanques peó · f2 blanques peó · g2 blanques peó · h2 blanques peó · a1 blanques torre · c1 blanques alfil · e1 blanques rei · h1 blanques torre | a8 negres torre · c8 negres alfil · d8 negres dama · f8 negres alfil · h8 negres torre · a7 negres peó · b7 negres peó · c7 negres peó · g7 negres peó · h7 negres peó · c6 negres cavall · e6 negres rei · d5 negres cavall · e5 negres peó · c4 blanques alfil · c3 blanques cavall · f3 blanques dama · a2 blanques peó · b2 blanques peó · c2 blanques peó · d2 blanques peó · f2 blanques peó · g2 blanques peó · h2 blanques peó · a1 blanques torre · c1 blanques alfil · e1 blanques rei · h1 blanques torre | a8 negres torre · c8 negres alfil · d8 negres dama · f8 negres alfil · h8 negres torre · a7 negres peó · b7 negres peó · c7 negres peó · g7 negres peó · h7 negres peó · c6 negres cavall · e6 negres rei · d5 negres cavall · e5 negres peó · c4 blanques alfil · c3 blanques cavall · f3 blanques dama · a2 blanques peó · b2 blanques peó · c2 blanques peó · d2 blanques peó · f2 blanques peó · g2 blanques peó · h2 blanques peó · a1 blanques torre · c1 blanques alfil · e1 blanques rei · h1 blanques torre | a8 negres torre · c8 negres alfil · d8 negres dama · f8 negres alfil · h8 negres torre · a7 negres peó · b7 negres peó · c7 negres peó · g7 negres peó · h7 negres peó · c6 negres cavall · e6 negres rei · d5 negres cavall · e5 negres peó · c4 blanques alfil · c3 blanques cavall · f3 blanques dama · a2 blanques peó · b2 blanques peó · c2 blanques peó · d2 blanques peó · f2 blanques peó · g2 blanques peó · h2 blanques peó · a1 blanques torre · c1 blanques alfil · e1 blanques rei · h1 blanques torre | a8 negres torre · c8 negres alfil · d8 negres dama · f8 negres alfil · h8 negres torre · a7 negres peó · b7 negres peó · c7 negres peó · g7 negres peó · h7 negres peó · c6 negres cavall · e6 negres rei · d5 negres cavall · e5 negres peó · c4 blanques alfil · c3 blanques cavall · f3 blanques dama · a2 blanques peó · b2 blanques peó · c2 blanques peó · d2 blanques peó · f2 blanques peó · g2 blanques peó · h2 blanques peó · a1 blanques torre · c1 blanques alfil · e1 blanques rei · h1 blanques torre | 3 |
| 2 | a8 negres torre · c8 negres alfil · d8 negres dama · f8 negres alfil · h8 negres torre · a7 negres peó · b7 negres peó · c7 negres peó · g7 negres peó · h7 negres peó · c6 negres cavall · e6 negres rei · d5 negres cavall · e5 negres peó · c4 blanques alfil · c3 blanques cavall · f3 blanques dama · a2 blanques peó · b2 blanques peó · c2 blanques peó · d2 blanques peó · f2 blanques peó · g2 blanques peó · h2 blanques peó · a1 blanques torre · c1 blanques alfil · e1 blanques rei · h1 blanques torre | a8 negres torre · c8 negres alfil · d8 negres dama · f8 negres alfil · h8 negres torre · a7 negres peó · b7 negres peó · c7 negres peó · g7 negres peó · h7 negres peó · c6 negres cavall · e6 negres rei · d5 negres cavall · e5 negres peó · c4 blanques alfil · c3 blanques cavall · f3 blanques dama · a2 blanques peó · b2 blanques peó · c2 blanques peó · d2 blanques peó · f2 blanques peó · g2 blanques peó · h2 blanques peó · a1 blanques torre · c1 blanques alfil · e1 blanques rei · h1 blanques torre | a8 negres torre · c8 negres alfil · d8 negres dama · f8 negres alfil · h8 negres torre · a7 negres peó · b7 negres peó · c7 negres peó · g7 negres peó · h7 negres peó · c6 negres cavall · e6 negres rei · d5 negres cavall · e5 negres peó · c4 blanques alfil · c3 blanques cavall · f3 blanques dama · a2 blanques peó · b2 blanques peó · c2 blanques peó · d2 blanques peó · f2 blanques peó · g2 blanques peó · h2 blanques peó · a1 blanques torre · c1 blanques alfil · e1 blanques rei · h1 blanques torre | a8 negres torre · c8 negres alfil · d8 negres dama · f8 negres alfil · h8 negres torre · a7 negres peó · b7 negres peó · c7 negres peó · g7 negres peó · h7 negres peó · c6 negres cavall · e6 negres rei · d5 negres cavall · e5 negres peó · c4 blanques alfil · c3 blanques cavall · f3 blanques dama · a2 blanques peó · b2 blanques peó · c2 blanques peó · d2 blanques peó · f2 blanques peó · g2 blanques peó · h2 blanques peó · a1 blanques torre · c1 blanques alfil · e1 blanques rei · h1 blanques torre | a8 negres torre · c8 negres alfil · d8 negres dama · f8 negres alfil · h8 negres torre · a7 negres peó · b7 negres peó · c7 negres peó · g7 negres peó · h7 negres peó · c6 negres cavall · e6 negres rei · d5 negres cavall · e5 negres peó · c4 blanques alfil · c3 blanques cavall · f3 blanques dama · a2 blanques peó · b2 blanques peó · c2 blanques peó · d2 blanques peó · f2 blanques peó · g2 blanques peó · h2 blanques peó · a1 blanques torre · c1 blanques alfil · e1 blanques rei · h1 blanques torre | a8 negres torre · c8 negres alfil · d8 negres dama · f8 negres alfil · h8 negres torre · a7 negres peó · b7 negres peó · c7 negres peó · g7 negres peó · h7 negres peó · c6 negres cavall · e6 negres rei · d5 negres cavall · e5 negres peó · c4 blanques alfil · c3 blanques cavall · f3 blanques dama · a2 blanques peó · b2 blanques peó · c2 blanques peó · d2 blanques peó · f2 blanques peó · g2 blanques peó · h2 blanques peó · a1 blanques torre · c1 blanques alfil · e1 blanques rei · h1 blanques torre | a8 negres torre · c8 negres alfil · d8 negres dama · f8 negres alfil · h8 negres torre · a7 negres peó · b7 negres peó · c7 negres peó · g7 negres peó · h7 negres peó · c6 negres cavall · e6 negres rei · d5 negres cavall · e5 negres peó · c4 blanques alfil · c3 blanques cavall · f3 blanques dama · a2 blanques peó · b2 blanques peó · c2 blanques peó · d2 blanques peó · f2 blanques peó · g2 blanques peó · h2 blanques peó · a1 blanques torre · c1 blanques alfil · e1 blanques rei · h1 blanques torre | a8 negres torre · c8 negres alfil · d8 negres dama · f8 negres alfil · h8 negres torre · a7 negres peó · b7 negres peó · c7 negres peó · g7 negres peó · h7 negres peó · c6 negres cavall · e6 negres rei · d5 negres cavall · e5 negres peó · c4 blanques alfil · c3 blanques cavall · f3 blanques dama · a2 blanques peó · b2 blanques peó · c2 blanques peó · d2 blanques peó · f2 blanques peó · g2 blanques peó · h2 blanques peó · a1 blanques torre · c1 blanques alfil · e1 blanques rei · h1 blanques torre | 2 |
| 1 | a8 negres torre · c8 negres alfil · d8 negres dama · f8 negres alfil · h8 negres torre · a7 negres peó · b7 negres peó · c7 negres peó · g7 negres peó · h7 negres peó · c6 negres cavall · e6 negres rei · d5 negres cavall · e5 negres peó · c4 blanques alfil · c3 blanques cavall · f3 blanques dama · a2 blanques peó · b2 blanques peó · c2 blanques peó · d2 blanques peó · f2 blanques peó · g2 blanques peó · h2 blanques peó · a1 blanques torre · c1 blanques alfil · e1 blanques rei · h1 blanques torre | a8 negres torre · c8 negres alfil · d8 negres dama · f8 negres alfil · h8 negres torre · a7 negres peó · b7 negres peó · c7 negres peó · g7 negres peó · h7 negres peó · c6 negres cavall · e6 negres rei · d5 negres cavall · e5 negres peó · c4 blanques alfil · c3 blanques cavall · f3 blanques dama · a2 blanques peó · b2 blanques peó · c2 blanques peó · d2 blanques peó · f2 blanques peó · g2 blanques peó · h2 blanques peó · a1 blanques torre · c1 blanques alfil · e1 blanques rei · h1 blanques torre | a8 negres torre · c8 negres alfil · d8 negres dama · f8 negres alfil · h8 negres torre · a7 negres peó · b7 negres peó · c7 negres peó · g7 negres peó · h7 negres peó · c6 negres cavall · e6 negres rei · d5 negres cavall · e5 negres peó · c4 blanques alfil · c3 blanques cavall · f3 blanques dama · a2 blanques peó · b2 blanques peó · c2 blanques peó · d2 blanques peó · f2 blanques peó · g2 blanques peó · h2 blanques peó · a1 blanques torre · c1 blanques alfil · e1 blanques rei · h1 blanques torre | a8 negres torre · c8 negres alfil · d8 negres dama · f8 negres alfil · h8 negres torre · a7 negres peó · b7 negres peó · c7 negres peó · g7 negres peó · h7 negres peó · c6 negres cavall · e6 negres rei · d5 negres cavall · e5 negres peó · c4 blanques alfil · c3 blanques cavall · f3 blanques dama · a2 blanques peó · b2 blanques peó · c2 blanques peó · d2 blanques peó · f2 blanques peó · g2 blanques peó · h2 blanques peó · a1 blanques torre · c1 blanques alfil · e1 blanques rei · h1 blanques torre | a8 negres torre · c8 negres alfil · d8 negres dama · f8 negres alfil · h8 negres torre · a7 negres peó · b7 negres peó · c7 negres peó · g7 negres peó · h7 negres peó · c6 negres cavall · e6 negres rei · d5 negres cavall · e5 negres peó · c4 blanques alfil · c3 blanques cavall · f3 blanques dama · a2 blanques peó · b2 blanques peó · c2 blanques peó · d2 blanques peó · f2 blanques peó · g2 blanques peó · h2 blanques peó · a1 blanques torre · c1 blanques alfil · e1 blanques rei · h1 blanques torre | a8 negres torre · c8 negres alfil · d8 negres dama · f8 negres alfil · h8 negres torre · a7 negres peó · b7 negres peó · c7 negres peó · g7 negres peó · h7 negres peó · c6 negres cavall · e6 negres rei · d5 negres cavall · e5 negres peó · c4 blanques alfil · c3 blanques cavall · f3 blanques dama · a2 blanques peó · b2 blanques peó · c2 blanques peó · d2 blanques peó · f2 blanques peó · g2 blanques peó · h2 blanques peó · a1 blanques torre · c1 blanques alfil · e1 blanques rei · h1 blanques torre | a8 negres torre · c8 negres alfil · d8 negres dama · f8 negres alfil · h8 negres torre · a7 negres peó · b7 negres peó · c7 negres peó · g7 negres peó · h7 negres peó · c6 negres cavall · e6 negres rei · d5 negres cavall · e5 negres peó · c4 blanques alfil · c3 blanques cavall · f3 blanques dama · a2 blanques peó · b2 blanques peó · c2 blanques peó · d2 blanques peó · f2 blanques peó · g2 blanques peó · h2 blanques peó · a1 blanques torre · c1 blanques alfil · e1 blanques rei · h1 blanques torre | a8 negres torre · c8 negres alfil · d8 negres dama · f8 negres alfil · h8 negres torre · a7 negres peó · b7 negres peó · c7 negres peó · g7 negres peó · h7 negres peó · c6 negres cavall · e6 negres rei · d5 negres cavall · e5 negres peó · c4 blanques alfil · c3 blanques cavall · f3 blanques dama · a2 blanques peó · b2 blanques peó · c2 blanques peó · d2 blanques peó · f2 blanques peó · g2 blanques peó · h2 blanques peó · a1 blanques torre · c1 blanques alfil · e1 blanques rei · h1 blanques torre | 1 |
|   | a | b | c | d | e | f | g | h |   |

El joc continua normalment 7.Df3+ Re6 8.Cc3 (vegeu el diagrama). Les negres han de fer 8...cb4 o 8...Ce7 i seguir amb ...c6, refermant el seu cavall clavat de d5. Les blanques tenen un atac fort, però no s'ha provat que sigui decisiu.
Com que la defensa és més difícil de jugar que l'atac en aquesta variant, sobretot amb controls de temps curts, el Fegatello és perillós per a les negres, en partides sobre el tauler, amb curts controls de temps. És especialment efectiu contra jugadors més febles, que difícilment trobaran les defenses correctes. De vegades, les negres conviden a jugar el Fegatello en escacs per correspondència o en partides sobre el tauler amb límits de temps llargs (o sense control de temps), que donen a les negres més oportunitats de refutar l'atac blanc.